# César Augusto Sant'Anna
César Augusto Sant'Anna (17 marzo 1973) è un ex calciatore brasiliano, di ruolo centrocampista.

## Carriera
Dal 1997 al 2000 ha giocato con lo Zurigo nella massima serie svizzera; nella stagione 1998-1999 ha segnato 2 gol in 5 presenze in Coppa UEFA, mentre l'anno successivo ha giocato altre 4 partite in UEFA senza mai segnare, per un totale di 9 presenze e 2 gol in carriera in questa competizione. Nel 2000 è stato ingaggiato dal Crotone, club neopromosso in Serie B, con cui nella stagione 2000-2001 ha giocato 2 partite. A fine anno è passato al Kriens, squadra della seconda serie svizzera, mentre dal 2002 al 2004 ha giocato nel campionato cinese. In seguito ha giocato per due stagioni consecutive nella seconda serie svizzera, prima con il Wohlen (con cui ha anche segnato 2 gol in altrettante partite in Coppa di Svizzera) e poi con la Juventus Zurigo. Dal 2006 al gennaio 2009 ha invece vestito la maglia del Waidhofen, squadra della terza serie svizzera, con cui ha segnato un gol in 48 presenze. Dal gennaio 2009 al termine della stagione 2010-2011 ha militato nello Zonfingen, sempre in terza serie, in cui ha segnato 3 reti in 54 partite giocate.

## Palmarès

### Club

#### Competizioni nazionali
- Coppa Svizzera: 1

Zurigo: 1999-2000